# 趙樹理
趙 樹理（ちょう じゅり、1906年9月24日-1970年9月23日）は中華人民共和国の小説家。農村を描いた作品で知られる。

## 生涯
幼名は得意。6歳以降「樹礼」と名を改め、父について漢文を学ぶ。農村に生まれたが、父親の強い意志で師範学校への進学が可能になった。
1923年から小学校教員となる。1926年国民党に参加しながら秘密裏に共産党に加入、翌年反動的な校長の糾弾闘争を展開した。この時期中国国民党軍の北伐が着手され、これに呼応するかのように軍閥反対を訴えたが、1929年4月当時山西省を支配していた閻錫山勢力によって逮捕された。
1930年に釈放された後、封建的な「礼」の字を嫌い「樹理」に改名。新聞への寄稿を行う傍ら小学校の教員をする生活を送る。この時期魯迅に手紙を送り、自作の詩を読んでもらったという記録が魯迅の日記に残されている。1937年、改めて共産党に再入党する。
1940年、山西省の抗日根拠地で新聞を発行、民衆の啓発につとめた。その時期に書いた『小二黒の結婚』（1943年5月）は高い評価を受けたことで本格的な創作活動に取り組むこととなった。この作品は山西省の農村を舞台とし、若い二人が古い地主との闘争の中で結婚にいたる作品は広く読まれることとなった。また同年には父親が日本軍により殺されている。
1945年、長編作品である『李家荘の変遷』を執筆、農村の封建的な制度との闘争を長期スケールで描いた。この作品は翌年出版された。このころ、アメリカのジャーナリスト、ジャック・ベルデンが解放区を訪れ、趙樹理と面会し、その様子はベルデンにより『中国は世界をゆるがす』（日本語訳は青木文庫）の中で説明されている。当時評判になっていた、毛沢東の「文芸講話」の精神を体現する「農民作家」として知名度を獲得していた。
新中国成立後の1950年には『結婚登記』、1955年には『三里湾』を発表、また文化団体、中央宣伝部文芸幹事、全国文聯委員、『人民文学』編集委員など文学界で要職を歴任した。その後も『霊泉洞』（未完）、『鍛錬鍛錬』などの作品を発表、1962年に中国作家協会が開催した『農村を題材とする短篇小説座談会』において「提唱すべき方向だ」として推奨される一方、1959年には『紅旗』への寄稿が「右傾思想」と批判を受け、1964年には『中間人物描写論』の開祖として批判された。さらに1966年、周揚らを頂点とする文学体制の崩壊に伴い、さらに激しい批判・攻撃を浴びた。
文化大革命の時期には反動派とされ、紅衛兵たちからの攻撃を受け、1970年9月厳しい迫害の中で倒れ、そのまま意識が戻らず死去。その死は8年間公表される事はなかった。

## 人物
1970年春、病院を訪れた際に医師に「あなたが作家趙樹理か？」と聞かれ、「今の時期に、別人が私の名前を騙るわけはない」と述べたり、娘が労働者や農民になりたがらないのを見て「幹部の子弟がいまだに封建時代の誤った階級観念で労働者や農民を下に見ているのは問題だ」と嘆いたりもした。また後期の「霊泉洞」は、共産党員の指導性に距離を置き、農民・人民大衆の自立への願いを込めたものだった。このように、「本来の共産主義とはいかにあるべきか」というテーマを追求した、実直で真面目な人格は、中国近現代史にあって稀有の存在だった。

## 作品について
『小二黒の結婚』『李家荘の変遷』などの主要作品には、日本語訳がある。

## 参考
- 釜屋修『中国の栄光と悲惨－評伝・趙樹理』（玉川大学出版部、1979年）